# どろろ
『どろろ』は、手塚治虫による日本の少年漫画。生まれながらに妖怪から奪われた身体を取り戻すべく流浪する少年の貴種流離譚。
現代において、幅広いメディア展開により、知名度の高い手塚作品の1つである。

## 概要
本作品は、1967年から1969年にかけて、掲載紙の移籍を経ながらも、手塚治虫が発表した漫画。タイトルの”どろろ”という語は、作者・治虫自身の「友達の子供」による、片言で泥棒のことを”どろろう”と発言したことに由来する。なお、後年に刊行された『手塚治虫漫画全集』（1981年）の「あとがき」には、この発言者が治虫の実子だとする記述も遺るが、発言者とされた治虫の長男・手塚眞は、この発言の記憶を否定した。
物語の舞台は、架空の日本・能登半島であり、時代設定は戦国時代である。生まれながらに身体の48箇所分が不足する少年・百鬼丸は、道中出会った幼年のこそ泥・どろろを相棒に、その身体の不足分を奪い去った48体もの魑魅魍魎の討伐を目的とした旅路を描く。なお、作中では、妖怪の退治数が何度か言及されるものの、後述の通り、連載当時に発生した様々な要因も影響し、全体的には整合性が取れない数となっている。
連載開始は、『週刊少年サンデー』（小学館、1967年8月27日号）であったが、暗く陰惨な内容が読者に受け入れられず、治虫自身も物語展開に迷いを感じ始めたこともあり、1968年7月21日号で「第一部・完」と表記されて連載終了する。翌年には、『冒険王』（秋田書店、1969年5月号 - 10月号）でも、テレビアニメ化に伴った仕切り直しの形で連載された。しかし、ここでも最後の魔物まで未達という不十分さから、後年に運営を開始した「手塚治虫公式サイト」上では「未完」と紹介されている。単行本化に際して、連載時の原稿から加筆・細部変更・修正・削除など、改変が見受けられながらも刊行した（後述の「#書誌情報」を参照）。
制作背景には、治虫自身が『手塚治虫漫画全集』のあとがきで、水木しげる作品から始まった一連の妖怪ブームにあやかったのだと述懐する。しかし、手塚治虫公式サイトのコラムでは、実際の本格的な妖怪ブームの始まりは、本作品の連載開始以降となる1968年1月に『ゲゲゲの鬼太郎』（作：水木しげる）がテレビアニメ化したことを指摘している。ただ、このブームのきっかけには、本作品の連載開始前年である1966年10月からは、『悪魔くん』（作：水木しげる）がテレビドラマ化も挙げられ、また、本作品の連載以前には、『少年マガジン』に掲載された『ゲゲゲの鬼太郎』も読み切りから連載へと昇格していた。
前述の通り、本連載時には未完の作となってしまったが、後年における多数のリメイクを喚起する。しかし、手塚作品の中でも幅広いメディアリミックス展開が成されてきた作品の1つでもあり、これら派生作品の結末は、多様に補完・改変されている（1969年テレビアニメ - 小説 - ゲーム - 新浄瑠璃 - 実写映画 - 2019年テレビアニメ  - 舞台 - リメイク）。

## 沿革
本作品の作者である手塚治虫を中心として、本作品を取り巻き特に主だった出来事は以下の通り。なお、関連作品の継続状況については、2025年4月時点の情報とする。

### 1960年代
- 1967年 - 8月、『週刊少年サンデー』（小学館）にて、本作品『どろろ』の連載開始。
- 1968年 - 7月、『週刊少年サンデー』（小学館）にて、本作品の連載終了。
- 1969年 - 4月、フジテレビにて、テレビアニメ版『どろろ』の本放送開始。
- 1969年 - 5月、『冒険王』（秋田書店）にて、本作品『どろろ』の連載開始。
- 1969年 - 9月、フジテレビにて、テレビアニメ版『どろろ』の本放送終了。
- 1969年 - 10月、『冒険王』（秋田書店）にて、本作品の連載終了。
- 1969年 - 10月、初の小説版『小説 どろろ』（朝日ソノラマ）を発売（「#小説」）。

### 1980年代
- 1989年 - ゲーム版『どろろ -地獄絵巻の章-』（クエイザーソフト）を発売（「#ゲーム」）。

### 2000年代
- 2001年 - 7月、小説版『どろろ』（学研M文庫）を発売（「#小説」）。
- 2004年 - 6月、浄瑠璃『新浄瑠璃 百鬼丸～手塚治虫「どろろ」より～』（主催：劇団扉座）初演（「#舞台」）。
- 2004年 - 9月、PS2版『どろろ』（セガ）発売（「#ゲーム」）。
- 2006年 - 12月、翌年公開の実写映画版をノベライズした小説版『どろろ』（朝日文庫）を発売。
- 2007年 - 1月、実写映画版『どろろ』公開。

### 2010年代
- 2018年 - 12月、リメイク漫画『どろろと百鬼丸伝』（秋田書店、漫画：士貴智志）連載開始（「#リメイク」）。連載中。
- 2019年 - 3月、TOKYO MXにて、テレビアニメ版『どろろ』の本放送開始。
- 2019年 - 3月、舞台『どろろ』初演（「#舞台」）。
- 2019年 - 6月、TOKYO MXにて、テレビアニメ版『どろろ』の本放送終了。

### 2020年代
- 2022年 - 12月、リメイク漫画『どろろ Re:Verse』（制作：スタジオ・テラピン）連載開始（「#リメイク」）。

## あらすじ
プロローグ
室町時代の中ごろ、武士の醍醐景光は、ある寺のお堂で魔物に通じる48体の魔神像に天下取りを願い出て、その代償として魔神の要求する通り、間もなく生まれる自分の子を生贄として彼らに捧げることを誓う。その後、誕生した赤ん坊は身体の48箇所を欠損した状態で生まれ、母親と引き離されて化け物としてそのまま川に流され、捨てられてしまう。医者・寿海に拾われた赤ん坊は、彼の手により義手や義足を与えられた。
どろろとの出会い
14年後、成長した赤ん坊は百鬼丸と名乗り、不思議な声に導かれるままに自分の身体を取り戻す旅に出る。旅の途中、百鬼丸は数人の大人から袋叩きにされていた幼子の盗人どろろと出会う。百鬼丸はどろろを助けるが、どろろは礼を言うどころか彼の左腕に仕込まれた刀に目を付け、しつこく百鬼丸を付け回すようになった。初めは邪険にしていた百鬼丸だが、自身の身体の秘密や生い立ちを話してもびくともせず、むしろ面白がってますます自分に興味を持ってくるどろろを、どこか憎めなかった。そして幾多の危機を乗り越えていくうちに、いつしか2人の間には相棒とも友人とも呼べる奇妙な絆が生まれる。
そして2人旅の道中、声が教えた通り、魔物を倒すたびに奪われた48箇所の身体は1つずつ復活していく。だが、異形の体と妖怪退治の力を持つ少年、盗人の子供という身の上ゆえに、2人は行く先々で人々に忌み嫌われ、絶えず追われ続ける不遇が続いていく。
弟殺しによる苦悩
そうして2人がさらに旅を続けていくうち、遂に因果の糸車は再び回り始め、百鬼丸は残虐な征服戦争を行う景光と、己が父親と知らぬまま再会、母親と弟・多宝丸とも出会う。景光が多くの人を殺した国境「ばんもん」で百鬼丸は多宝丸と対決するが、突如妖怪から景光は父親で多宝丸が弟だと告げられ、激しい動揺と共に多宝丸を斬り捨ててしまう。
妖怪を打倒した後、両親に捨てられ、実の弟を自らの手で殺め、実の父に憎まれるまでになってしまったことに深く絶望した百鬼丸は自暴自棄に陥り、どろろと別れて自害しようとするが、たびたび自分の前に姿を現してきた謎の男・びわ法師に止められる。
野盗の埋蔵金
その直後、どろろの危機を察知して駆けつけ、妖怪を倒した百鬼丸は、どろろの父であった野盗・火袋が隠した埋蔵金のありかがどろろの背中に刻まれていることと、「隠された埋蔵金を元手に農民たちと共に圧制に立ち向かってほしい」という火袋の悲願を知る。「父から使命を託されたどろろに力添えをすることこそが一人前の立派な人間として生きる道だ」とびわ法師に諭された百鬼丸は、真の目標を見定めて生きる気力を取り戻し、再びどろろと共に旅に出る。
紆余曲折を経て、火袋を裏切った野盗イタチを伴って埋蔵金のありかにたどり着いた百鬼丸たちだが、埋蔵金を狙って追跡してきた領主の追っ手が上陸し、壮絶な戦いが勃発する。イタチは埋蔵金を狙った拍子に崖から落ちかけた自分を救ってくれたどろろに報いるため、侍たちと斬りあって重傷を負い、一目だけ金を拝ませてくれと頼むが、そこに金は埋められていなかった。イタチが埋蔵金を狙っていることを察した火袋が、あらかじめ別の場所に移していたのだった。自業自得の結末に力なく倒れこむイタチは最後の力を振り絞り、追っ手を退けるために大岩を抱きかかえて身を投げ死亡する。死屍累々の惨状を前に落胆するどろろを励まし、百鬼丸はどろろと共に妖怪退治の旅を再開する。
醍醐景光との決戦
その後、醍醐景光が建設を指揮する砦の建設現場に差しかかった百鬼丸は、再びどろろと別れ、仕官希望を装って屋敷に入り込む。一方、どろろは景光によって村を滅ぼされた建設作業の従事者たちに反乱への協力を要請されるが、掘っていた抜け道の穴から侍の目をそらすために囮となって暴れまわった末に捕まり、景光と百鬼丸の前に引き出されてしまう。仕官希望が本意ならばどろろを切り捨てろと言い渡された百鬼丸は、刀を携えてどろろに迫る。
しかし、百鬼丸の狙いは景光の背後に潜んでいた妖怪だった。48の魔物たちの残りが群れ集まって形を成した妖怪・鵺が現れたのだ。百鬼丸はかろうじて何匹かの妖怪を仕留める。その混乱の隙に乗じて農民たちが一斉になだれ込み、侍たちを倒して景光を圧倒、砦を制圧する。醍醐景光は妻と共に追放され、百鬼丸との因縁にもひとまずの決着がつくこととなった。
喜びもつかの間、百鬼丸は自分の刀をどろろに餞別として譲り渡し、父の志を継いで農民たちと共に権力と戦うように言い残し、妖怪を追い求めてまた独り、どこかへ旅立っていく。それから50年後、地獄堂は焼失した。

## 登場人物
本作品のメディア展開における演者表記は、各作品の制作・発表年を併記し、アニメ・ゲーム（声優）と実写（俳優）は分離して記載する。制作・発表年と各作品との関連は、前述の「#沿革」も参照されたし。
ナレーション
声 - 納谷悟朗（1969年）、小林清志（2004年）、麦人（2019年）

### 主要人物
百鬼丸（ひゃっきまる）
声 - 野沢那智（1969年）、杉田智和（2004年）、鈴木拡樹（2019年）
演 - 高橋麻理・佐藤累央（2004年 / 初）、妻夫木聡・鈴木宗太郎（2007年）、鈴木拡樹（2019年 / 初）
本作品の主人公の1人。14歳。医師・寿海の養子。
白い錨柄の貧相な着物に一本差しで放浪する少年。乱雑な1つ縛りの長髪が特徴。
生まれながらに身体の48箇所が欠損し、赤子の頃に川辺へ捨てられていたところを養父・寿海に拾われた。欠損部分は、寿海手製の義眼・義手・義足などで補い、ヒルコを連想する容姿から人間らしい姿をあてがわれて、普通の人間と違わない姿で成長する。旅立ちの前には、肩の力のみで指先まで可動できる義手を授けられた。このほか、腕には仕込み刀、足には百鬼丸が「万代の巻」で掛けると皮が焦げ肉を腐らせる毒と言い、「どんぶりばらの巻」で熱湯、薬と言っている「焼水（やけみず）」 と、腰の筋肉を収縮すると中の焼水が押されて飛び出す放射器、鼻は爆薬「雷玉（いかずちだま）」など、体中に武器が仕込まれている。
その出自は、武士・醍醐景光を実父、その妻・縫の方を実母とする。しかし、誕生の前日、景光が48体の魔物へと生贄に差し出したため、誕生はしたものの、48箇所もの部位が欠損しているために川へ流された。この背景もあり、百鬼丸には、幼少から死霊や妖怪がつきまとう。泥棒の少年・どろろと出会うまでの放浪の旅も、自身の身体を奪い去った48体の妖怪退治であり、景光と契約した魔物を1体討伐すると、奪った部位を取り戻せるため、すべてを取り戻すことを目的とする。奪われた部位の中には、両眼や声帯も含むが、不思議な直感から心の目で障害物を避け、読心術・霊能（テレパシー）を駆使しながら、上手く開口することで会話できているように見せかけた。身体の取り戻し状況については、「人面瘡の巻」では、それまでがヘソや髪の毛などだったため、手足などの大きい部位が戻ったのは初めてだと発言し、「ばんもんの巻」では、景光に「（身体は）まだ30箇所もあちこち足りない」との発言がある。
自身の異質さによって、妖怪退治で救ったはずの人々から理不尽な扱い受けることも多く、飄々としており、滅多なことでは心を開かない。また、最愛の女性・みおたちを侍に斬り殺されて以来、身分を盾に高慢に振る舞う権力者に嫌悪感を抱く。基本的には妖怪専門だが、必要とあらば人間相手でも容赦なく斬殺し、数十人が相手でも軽く倒してしまうほど、我流ながらに剣の腕も達人の域に至る。本作品の最終話にて、右腕に仕込まれていた刀をどろろへ餞別にと譲り、農民と共に権力と戦うよう言い残して去って行く。
浄瑠璃版（2004年 / 初）では、百鬼丸が赤子の頃に拾った人物が盗っ人の男・どろろとなっている。
手塚作品におけるスター・システムでは、のちに『ブラック・ジャック』で2度登場。
どろろ
声 - 鈴木弘子・松島みのり（1969年）、大谷育江（2004年）、鈴木梨央（2019年）
演 - 山中たかシ（2004年 / 初）、柴咲コウ・橋本くるみ（2007年）、北原里英（2019年 / 初）
本作品の主人公の1人。年齢不詳。盗賊・火袋とその妻・お自夜の間に生まれた第3子。
百鬼丸を「あにき」と呼び慕う幼齢のこそ泥。
物心つく前、夜盗仲間の裏切りから両親もろとも流浪の身となり、のちに両親と死に別れて孤児となった。顔立ちは母・お自夜に、性格は父・火袋に似ている。
強情で生一本だが根は優しく、妖怪退治の恩を受けながら異形の百鬼丸を疎んじる村人たちに怒りを露にして歯向かったり、子供を殺した醍醐に弔い合戦を挑もうとした。両親を裏切った野盗・イタチが危機に落ちた際には見捨てることなく手を差し伸べ助けている。他人から蔑まれようとも決して誇りを失わず、幼いながらに強固な精神力と勇敢さを併せ持つ。それゆえ無謀な行動も多く、命の危険に晒されることが多い。その一方、父から託された使命を遂行することを躊躇する気弱な一面もある。
刀などの武器は持たないが身体能力は高い。特に石の投擲の腕はかなりのもので百鬼丸の命を救ったことも多い。体は非常にタフで、大人数人にリンチされてもケロリとしている。また、まるで破壊音波のような大声の叫び声を出して相手を失神させる得意技を持つ。風呂や水浴びをやたら拒み続けていたが、それは火袋が遺した財宝の在り処を示す刺青を背中に入れられていたためだった。背中にある刺青の地図は、何か興奮したりカッと血が上ると蕁麻疹のようにボーッと背中に浮き出し、いつの間にか消える。なお、「ばんもんの巻」では百鬼丸から何年風呂に入っていないのか聞かれ「4年」と答えており、手塚プロダクション公式サイトにも4年間体を洗っていなかったと記されている。
両親を亡くしてからは、1人きりでこそ泥として生活する中、放浪中の百鬼丸に出会うと、その義手に仕込まれた刀だけが目当てと後を付け回す。やがて、百鬼丸に対して強い好意と信頼を寄せるようになり、置いていかれるくらいなら切り捨てられて死ぬ方がましだと言い切るまでになった。作中では、少年であるかのように描写されていたが、最終話では、女子であることがはっきりと明かされ、百鬼丸と別れ農民たちと生きていく道を歩む。
『冒険王』連載時の設定は、百鬼丸から奪われた48カ所の身体を魔物がこね回して作りあげた存在であり、百鬼丸はどろろを殺せば全部位を取り戻せると苦悩した。
浄瑠璃版（2004年 / 初）では、どろろは「盗っ人の男」として登場し、川に流された赤子の百鬼丸を拾う。
手塚作品におけるスター・システムでは、のちに『ドン・ドラキュラ』・『ブラック・ジャック』では『ミユキとベン』で百鬼丸扮する「ベン」の子分や『ある教師と生徒』の久男として登場した。いずれも男子としての登場である。
醍醐 景光（だいご かげみつ）
声 - 納谷悟朗（1969年）、大塚明夫（2004年）、内田直哉（2019年）
演 - 不詳（2004年 / 初）中井貴一（2007年）、唐橋充（2019年 / 初）
百鬼丸・多宝丸の実父、縫の方の夫。加賀国の守護大名・富樫政親の家臣として、富樫領と朝倉領の国境いにある一の砦を守る。
生来の絵に描いたような冷血漢で、己が利の為ならどんな手段も選ばず、か弱い者すら無惨に殺す。
百鬼丸誕生の前夜、運慶の子とされる仏師・運賀が彫り上げた48体の魔神像が祀られる地獄堂にて、天下取りを祈願すると、その代償として翌日に産まれる我が子の身体の各部位を差し出すことを約束する。この魔神像は、彫り上げた後に仏師が狂い死にしたと言う曰く付きの物であり、景光の願いが聞き入れられた結果、長子は身体の48箇所が欠損した状態で誕生した。景光は、妻・縫の方にこの赤子を捨てるよう命じ、自身も見守る中で縫の方は赤子を川に流し、のちに生まれた次男・多宝丸を嫡男として育てる。また、契約の証として、自身の額にも「×」印の傷跡が残る。
百鬼丸に対しては、実父であることを伏せて家来に取り立てることを持ちかける。多宝丸と決闘していると知った際には血相を変えて止めようとするなど、親らしい一面を見せたものの、多宝丸の死をきっかけに、息子の敵として百鬼丸を狙うようになる。最終話では、屋敷で百鬼丸がぬえを倒す騒動の最中、残忍な仕打ちで苦しめ続けた村人から砦を占領された末に放逐され、妻と出て行く。
『週刊少年サンデー』連載時の設定は、イタチらを捕らえ財宝を得ようとした真久和忠兵衛に命令を下した張本人で、その頃には筆頭家老に出世し、『冒険王』連載時には、富樫政近の一の砦を守る侍大将となっている。
琵琶法師（びわほうし）
声 - 滝口順平（1969年）、佐々木睦（2019年）
演 - 中村嘉葎雄（2007年）、赤塚篤紀（2019年 / 初）
テレビアニメ（2019年）版・舞台（2019年 / 初）版では、「琵琶丸」として登場。
百鬼丸とどろろの前に度々現れる謎の法師。主要人物でありながら登場回数は少ない。
座頭で目が見えず杖を手に歩いているが身のこなしはしっかりしており、世知に長け厳しい現世を生き抜いている。背負っている琵琶の先は仕込み刀になっており、我流ながらも剣の腕はたつ。己に迷う百鬼丸に常に問い、生きることの尊さを諭し道を指し示す。
手塚作品におけるスター・システムでは、琵琶丸であり、本作品が初登場となった。

### その他の登場人物
寿海（じゅかい）
声 - 田村錦人（1969年）、小林清志（2004年）、大塚明夫（2019年）
演 - 原田芳雄（2007年）、児島功一（2019年 / 初）
名前について、当初は未設定だったが、『冒険王』連載時の最終話では、百鬼丸から「寿海」と呼ばれた。テレビアニメ（1969年）版では、「寿光（じゅこう）」という名前で登場。
百鬼丸の養父。腕利きの医師。
薬草を取りに行ったとき、タライに乗せられ川を流される赤ん坊を拾う。体中が欠損した不思議な力を持つ赤ん坊を不憫に思い、引き取って養育し、欠損部分を木材と陶磁器で作製した人工の精巧な義手や義足で補い、一人前の人間の姿に仕立て直し、心を込めて育ててきた。赤ん坊の生来の不思議な力に引かれて異形のものが家に集まるようになってきてしまったため、幸せに暮らせる場所を探すために旅立つよう諭し、肩の筋肉で自在に指を動かせる特別製の義手と若い頃に大将から拝領した無名の名刀を授けて送り出した。
困り果てた医者が、おまえを受け入れてくれる場所を探せと、百鬼丸という名を与えて家から送り出す。送り出すにあたり、腹でものを言う腹話術の本も持たせている。
上人（しょうにん）
声 - 北村弘一（1969年）、佐々木義人（2019年）
演 - 山谷初男（2007年）
テレビアニメ（1969年）版では、「雲龍寺の上人」として登場し、年齢は70歳。テレビアニメ（2019年）版では、「僧侶」として登場。
百鬼丸の父・醍醐景光を寺にある地獄堂に案内して、収蔵されている木彫像である48体の魔神像を説明した上人。
景光が魔神と契約するのを目撃してしまい斬殺された。
多宝丸（たほうまる）
声 - 仲村秀生（1969年）、草尾毅（2004年）、千葉翔也・松田颯水（2019年）
演 - 不詳（2004年 / 初）、瑛太（2007年）、有澤樟太郎（2019年 / 初）
百鬼丸の弟、醍醐景光・縫の方の次男。右目を盲いている。
腕は立つが、それ以上に奸計や残忍さは父譲りのものがある。父から聞いた百鬼丸の腕を試すため部下に襲わせ、それを返り討ちにした百鬼丸を砦の中にある景光の屋敷へ連れ帰る。ばんもんの巻で百鬼丸と対決して斬られ、息絶えた。
火袋（ひぶくろ）
声 - 外山高士（1969年）、三宅健太（2019年）
演 - 菅田俊（2007年）
どろろの父、お自夜の夫。たくましく大きな体を持つ野盗の首領で、貧しい村人の為に宝を貯えていた義賊。
元は農民だったが、侍に住んでいた村を滅ぼされたため侍を憎んでおり、侍と金持ちだけを狙う。後に代官と組んだイタチ一派に裏切られ、イタチの部下から射掛けられた矢を両足に受けて盗賊家業を続けられなくなる。後にどろろとお自夜と共に放浪している最中、飢饉の最中どろろに饅頭を与えようとした貴族に反感を抱き部下と乱闘を引き起こした末、1人の侍が突き出した長槍をまともに受けて亡くなった。
テレビアニメ（1969年）版では、刀の柄に滑り止めの布を巻いている。
手塚作品におけるスター・システムでは、丸首ブーン。
お自夜（おじや）
声 - 瀬能礼子（1969年）、藤村歩（2019年）
演 - 麻生久美子（2007年）
どろろの母、火袋の妻。元農民。
普段は温厚な良き母で良き妻として、放浪生活の中でどろろを育てた。一方で、夫と同じように侍を激しく憎むため、相手が侍ならどんなに命乞いされても躊躇なく殺す。
火袋の死後、寺の炊き出しの煮えた粥を素手で椀の代わりに受け食べさせるなどして幼いどろろを育てていたが、放浪し続けた末にどろろを抱いたまま雪山に迷い込み凍死してしまう。死亡する3日前の大雪の日、文珠堂の軒下で、火袋の残した宝の在り処を知られないように、刀と己の血を使った刺青としてどろろの背に地図を描き記した。
縫の方（ぬいのかた）
声 - 北浜晴子（1969年）、中村千絵（2019年）
演 - 不詳（2004年 / 初）、原田美枝子（2007年）、大湖せしる（2019年 / 初）
実写映画（2007年）版では「百合」、浄瑠璃版（2004年 / 初）では「阿佐比」として登場。
百鬼丸・多宝丸の母、醍醐景光の妻。お縫と表記されることもある。
百鬼丸誕生後、景光の命令を受けて、泣く泣く赤子の百鬼丸をタライに入れて川に流す。しかし、年月を経ても百鬼丸への愛情を失くしておらず、偶然再会した際に一目見て気付き、「坊や」と呼ぶが、百鬼丸からは「おばさん」と呼ばれていた。最後まで母と呼ばれることはなく、百鬼丸も苦しんできたのは自分だという態度を崩さなかった。
最終話では、百鬼丸に捨てたことを詫びるが受け入れられず、ぬえが暴れるさなか屋敷に雪崩れ込んだ村人から砦を占領され景光と共に出て行く。
未央（みお）
声 - 武藤礼子（1969年）、牧島有希（2004年）、水樹奈々（2019年）
演 - 不詳（2004年 / 初）
戦で焼け出された子供たちを荒れた御堂で世話していた少女。
心優しい美少女で、百鬼丸が唯一心を開き想いを寄せた。子供たちの食料を得るために物乞いをしており、蔑まれて虐められてきたために自身をいやらしい存在だと卑下する。
旅に出て間もない頃の百鬼丸と出会い、共に暮らす内に徐々に打ち解けあうが、お堂の明け渡しを迫る侍を拒んだため、兵士たちに子供たちもろとも殺されてしまう。彼女の死は百鬼丸の心に深い影を落とし、彼女との交流で温かい心が芽生え始めていた彼を死人同然の冷たい存在へと変えてしまった。
仁木 田之介（にき たのすけ）
声 - 納谷悟朗（1969年）、立木文彦（2004年）、高橋広樹（2019年）
演 - 影山達也（2019年 / 初）
妖刀「似蛭」に取り憑かれた浪人の男。
以前は心優しい武士だったが、かつて仕えた冷酷な城主に、機密情報保守のために罪のない大工たちの処刑を強いられたことで精神が崩壊。褒美として拝領した似蛭の乞うがままに人を殺め続ける辻斬りと化してしまった。
百鬼丸をして「出来る、相当なやろうだ」と言わしめるほどの剣の腕前の持ち主で、城の主も処刑の際の彼の太刀筋を見て「見事な腕前」と賞している。
戦でも似蛭で敵を何人も斬ったが、戦が終わっても妖刀が血を欲するため刀の奴隷となり三月に一度辻斬りをして刃に血を吸わせていた。半年前に村の近くに戻ってきていたが5年ぶりに親や妹と再会。しかし昔と変わり果ててしまった彼は家族と馴染むことはできず、最終的には再び「似蛭」を手にし何の罪もない人を斬り始めてしまう。
妖刀に支配されたどろろを追ってかけつけてきた百鬼丸との対決の末に致命傷を負わされ、最期の餌とばかりに似蛭を己へ突き立てて自刃する。
お須志（おすし）
声 - 向井真理子（1969年）、鶴ひろみ（2004年）、井上麻里奈（2019年）
PS2（2004年）版では、「美咲」の名前で登場。
田之介の妹。兄思いの少女。
百鬼丸に兄を殺さないでほしいと懇願するが、田之介が死んだ為に百鬼丸を逆恨みし村から追い出してしまう。どろろには、「体に気をつけて」と声をかけて見送った。
鯖目（さばめ）
声 - 広川太一郎（1969年）、遊佐浩二（2019年）
演 - 杉本哲太（2007年）
三本杉で暮らす若侍の郷士。一見、紳士的な人格者だが、「死んだ魚のような目」と評されている。
実は人間に化けた妖怪マイマイオンバにたぶらかされて夫婦となり、子孫を残すための道具として利用されていた。妻の正体を暴かれ逆上して百鬼丸に斬りかかるが敗北。お茶に盛った毒で動けなくなった百鬼丸にも斬りかかったが、どろろに阻止される。最終的には正気を取り戻して頭を丸めて出家し、焼けた寺の再建と子供たちの弔いを誓う。
助六（すけろく）
声 - 野沢雅子・三輪勝恵（1969年）、竹内順子（2019年）
演 - 田村升吾（2019年 / 初）
大きな板塀の仕切り「ばんもん」によって2つの国に隔てられた内の1つの出身である少年。
国境が引かれたとき富樫領となる町の南側へ遊びに来ていた日に戦が始まり、町の真ん中に兵隊たちが築いたばんもんを建て国境を引いてしまったことによって帰れなくなってしまう。以来、故郷の村に帰る日を夢見ながら浮浪児同然の生活を送っている。
ばんもんのことを知らずに来たために村人にとらえられ袋叩きにされて捨てられたどろろを助けた。キツネの使う妖術にも気付いている。ばんもんが建てられた際、助六は兵隊に泣いて頼むも聞き入れてもらえず、国境に阻まれて北側の朝倉領に住む両親とは会えないでいた。
どろろの協力を得て国境を超えるが、すでに家は燃かれて両親も殺されており、無断で国境を越えようとした咎で兵士に捕縛され、多宝丸の手により処刑されてしまう。
賽の目の三郎太（さいのめのさぶろうた）
声 - 関智一（2004年）、中村悠一（2019年）
演 - 健人（2019年 / 初）
妖怪が取り憑いた馬「ミドロ号」に操られていた無頼の槍遣い。「唯我独尊」と大きな文字の着物を着ている。
ミドロ号を倒された後、醍醐景光に仕官するために再度百鬼丸と対決したが、百鬼丸をかばい飛び出したお米を斬殺してしまう。怒った百鬼丸に殴り飛ばされて海に落ち、それ以降は登場しない。
イタチの斎吾（イタチのさいご）
声 - 岡部政明（1969年）、佐藤せつじ（2019年版）
テレビアニメ（2019年）版など、作品によっては「イタチ」として登場。
どろろの父・火袋の元手下。
貪欲な気性の為に火袋からは信用されておらず、権力の側と手を組み出世しようと提言したのを拒まれたため火袋を裏切り、妻子を人質にとった上、火袋の足を痛めつけて再起不能においやった。どろろの背中にある入れ墨の秘密を知っており、後に白骨岬にて部下を引き連れ宝目当てでどろろに接近する。
財宝をめぐる諍いの中で幾度となく危機に陥ったところをどろろたちに助けられ、財宝の島の崖から落ちかけたところをどろろに救われたことで改心する。そして財宝のありかを狙って差し向けられた領主の追手の侍たちを食い止めるため、矢で狙い撃ちにされ瀕死に陥りつつ大岩を抱えて侍の群れに飛び込むという壮絶な最期を遂げた。
火袋を裏切りはしたが殺しておらず、捕らえられても反抗を止めないどろろに対し「生一本な所がおやじにそっくりだな。かわいい奴だぜ。」と懐かし気に語るなど、元々火袋親子を嫌っていた訳ではない様子。
作中では珍しく短筒を使っている。イタチはこの短筒を冒険王連載当時には、元の大群が攻めてきたとき浜に打ち上げられた「雷火筒（らいかとう）」と説明していた。また、どろろが少女であることに気づいた人物の一人でもある。
手塚作品におけるスター・システムでは、ハム・エッグ。
しらぬい
声 - 木島隆一・渡辺優里奈（2019年）
白骨岬に棲んでいる若者。
幼少の頃から飼っていて小さな鮫だったときから育ててきた二郎丸と三郎丸という2匹の鮫を操る。物心つく前に両親を戦で殺され、母が血を流し干からびてミイラになるまでを見て、人間の体なんて鮫のカッコよさに比べればお粗末なつまらないものという考えに至り、鮫に強い憧れを抱くようになる。
鮫が大きくなるにつれ馬などの生き物に留まらず人間を手当たりしだい殺しては喰わせていた。イタチたちを鮫の餌にしようと船頭として近づきイタチの手下を喰わせたが、二郎丸と三郎丸を百鬼丸やどろろに倒され、その仇討ちとして二郎丸の右目に刺さっていた刀を抜いて百鬼丸に挑戦するが逆に腕の刀で胸を突かれて敗北。今際の際、百鬼丸に「二郎丸と共に自分を海に沈めてほしい」と願いを託したのち、絶命。その願い通り、二郎丸に括り付けられ海に沈められた。
どんぶり長者
声 - 峰恵研（1969年）
テレビアニメ（1969年）版では、村の子らに「どんぶりばら」と呼ばれる。
妖怪・どんぶりばらに取り憑かれた長者。
どんぶりばらに取りつかれた影響で、常に腹が空いているようになってしまった。妖怪が腹の中にいる状態で、百鬼丸が化け物を封じ込める薬を塗った絆創膏をヘソに貼り、剥がしたとたん妖怪がたまらず飛び出して助かる。
年貢米をくすねてこっそり隠れて食い飢えをしのいでいたが、年貢を納めるよう求める景光には、村人が提出を拒んでいるから年貢が集まらないと嘘をついていた。
井上智が描いた冒険王のカラー特集では、ナマハゲと紹介されている。
お米（およね）
どんぶり長者の一人娘。美しい娘だが、少々知的発達に問題がある。
秘密を持つどんぶり長者の命を受け、変装して妖怪の振りをして家の肥溜めの側に人を近付けないようにしていた。自分を馬鹿にしなかった百鬼丸に好意を持つが、景光の命を受けた三郎太から百鬼丸をかばい斬殺される。
木曽路（きそじ）
声 - 大木民夫（1969年）
テレビアニメ（1969年）版では、「時野景行」として登場。
景光と敵対する武士。いくさ馬ミドロの優秀な働きで数々の手柄を上げ成り上がり、慢心している武士。
当初はミドロ号の働きを称えていたものの、「ミドロ号がいなければあそこまで出世できなかった」との小間使いの陰口を耳にして逆上し、ミドロ号から子供を売り払い、殴りつけるなどして虐待したため、落馬した際に怒ったミドロ号に戦場で踏み殺された。

### 妖怪・魔物・動物
死霊
テレビアニメ（1969年）版では、パイロットフィルムにも登場。
自分では形が無いため様々なものに次から次へと取り憑き、執拗に百鬼丸たちへ襲い掛かる。斬ったりバラバラにすると一旦は引っ込む。川に浮かぶゴミの塊に取り憑き人間を溶かす怪物になったが百鬼丸が木造の橋桁を斬って崩壊させ下敷きになる。猿の死骸にも取り憑くが百鬼丸に斬り捨てられた。その他、草履・野犬・野原の草にも取り憑いて襲い掛かる。百鬼丸からは「死に神」とも呼ばれる。
死霊の女
女の姿をした死霊。患者を装い寿海の家を訪ねる。
いずれ真実を知った百鬼丸が己らを滅ぼそうとする邪魔な恐ろしい敵になる前に、寿海もろとも殺そうとした。伸びる髪で寿海を絞め殺そうとしたが、幼い頃の百鬼丸に斧で切られ火を点けられて倒された。
『週刊少年サンデー』連載時には、寿海の家を見下ろす巨大な全身像も描かれ、単行本では、戸口から中を覗き込む大きな目が闇夜に浮かび上がる姿も見せた。
金小僧（かねこぞう）
声 - 田村錦人（1969年）、小野大輔（2004年）、北沢力（2019年）
村人が万代に奪われ、埋められ隠匿された金の精。
手から下げた鈴の音を響かせながらさまよう。早く地上に出るために、百鬼丸の枕元で「やろうかぁ」と告げ、万代に取られた村の金が埋められている自らの居場所を教えた。
万代（ばんだい） / 人面瘡
声 - 北浜晴子（1969年）、幸田夏穂（2004年）、小山茉美（2019年）
ある村で百鬼丸とどろろが出会った美しい女性。
貧しい村人たちに金や物を恵んだり、村道を拓いたりと表向きは慈悲深い性格だが、実は村で密かに殺戮と強奪を働き村人を生かさず殺さずの状態で奴隷にしていた。その正体は人面瘡で、16番目の魔物。
人間の女の体に憑依して完全に吸収し、彼女の腰のあたりからサンショウウオに似た怪物の姿として生えている妖怪。緑色の血を流す。百鬼丸曰く「あんな醜い妖怪は見たことねえ」「ガマクジラ」。サンショウウオのような形態では、髪のような触手の吸盤で百鬼丸を捕まえ、念力で矢のように竹を降らせ、舌で舐めた人間を笑い死にさせることができる。人間の姿のときはサンショウウオのような妖怪になる醜い尾を隠すためいつも寝ており、邸内では村人たちが交替で住み込んだり通ったりして身の回りの世話や近侍をしたりしていたものの、誰一人として尾があることや、時おり村の襲撃のため不在にしていた事実には気づかなかったが、忍び込んだどろろに正体を見られる。どろろを人質に取りつつ「女夜叉（にょやしゃ）」という般若のような鬼女に変化すると、百鬼丸を始末するために戦いを挑み、百鬼丸に落雷も落とした。女夜叉が「千歳のいにしえよりこの如月谷に年ふりたる」と口にしたため百鬼丸は、村ができるずっと前からこの谷に住みついていた妖怪が、どこかの女の体に取り憑いたと説明している。振り回した髪で屋敷を崩すが、寺の大鐘楼に上ったところを鐘で突かれ倒され、焼水をかけられて人面瘡が死ぬと人間の顔に戻り、安らかな顔で天へと旅立っていった。
『冒険王』連載時では、サンショウウオのような形態は「ごろんぼう」と呼ばれる。小説版では、どろろから「世界一美しい万代から世界一醜い魔物が生えている」「ガマナメクジ」などと言われていた。
なお、額に高眉を描き、御簾に囲まれている寝所の中で寝ているなど、上流公家の女性を装っているが、この時代には戦乱を逃れて都落ちした公家は少なくはない。
人面瘡
百鬼丸が以前出会った妖怪。万代の人面瘡とは別個体。
ある娘の膝小僧にできた大きなできものが潰れて人の顔の顔のようになり喋ったり食ったりする。妖怪が取り憑いているため切っても切っても後から後から生えてくる。百鬼丸の焼水で殺された。
のちに出会った万代の人面瘡のことを百鬼丸は、この人面瘡と同じ仲間で、もっとあくどい奴なんだろうと予想する。
似蛭（にひる）
声 - 上田陽司（2004年）
手にした人間の思考を乗っ取り殺人鬼に変える妖刀。主に田之介を操る。
一時的にどろろを操り田之介の父を斬りつけさせた。その際、一緒にいた妹のお須志も斬られる筈であったが、お須志が持っていた護符の効力により出来なかった。田之介が死んだ後に百鬼丸に叩き折られ、ボロボロに風化して消滅した。倒すと百鬼丸に左目が戻った。
九尾の狐
声 - 青野武（2004年）
ばんもんに宿って狐火を操り、両国間の戦を人心を弄びながら長引かせようとしている妖怪。
中盤までは、狐火の渦の中心に顔だけ浮かび上がらせた姿で2度に渡り百鬼丸に襲い掛かる。その正体は、体が狐火に包まれており九本の尾を持つ、野ギツネの悪霊の総大将。
不気味な幻術を使い百鬼丸たちを惑わせ、川の中から浮かび上がった無数の頭蓋骨が炎に包まれ飛び回る。醍醐景光が魔神に身体を売り渡した実父であり、戦っている多宝丸も実弟だと、百鬼丸を苦しめるため真実を教える。この妖怪の死体の重量が最後の「ばんもん」を崩壊させる原因となった。激昂した百鬼丸に爆薬「雷玉」が仕込まれた鼻を口の中に投げ込まれ爆死して、その死体は戦場の境界線であるばんもんに晒された。倒すと百鬼丸に鼻が戻る。
野ギツネ
朝倉領と冨樫領の境界付近に生息していた妖狐の悪霊達。死んだ兵隊の肉を喰らい急に増えた。
人間の思考を弱らせて好きなように操る妖術を持ち、戦が終わりそうになると町の人々にかけ、食料の死体を大量生産させるためにわざと戦争を長引かせていた。夜に群れで行動し、妖術を使う。体は狐火に包まれていることが多く兵隊の骨（死体）を餌としているため、口から燐が燃えている。水中でも追いかけてくる。夜が明けると消え去るが、大量に斬ったにも関わらず百鬼丸がゾーッとするほど1匹も死骸が残らなかった。
白面不動（はくめんふどう）
声 - 北村弘一（1969年）、 柴田秀勝（2004年）
行者が水ごりを行う「みしらずの滝」の正面に鎮座している不動明王像の妖怪。
己の顔を持たないため、滝ごりをする人間の顔を奪い己の顔としていた。すぐに次々と新しい顔を欲しがり、顔が手に入らないと酷く狂いだす。顔を取られてのっぺらぼうになった死骸は、谷底にあるほら穴の中に氷漬けにして並べている。手下の女を使ってどろろの顔を手に入れようと目論んだが、親子の情が移った彼女がどろろと逃げたため激昂。滝の水を操ることで、頭上から激しく水を降り注ぎ、鉄砂の混じった目つぶしの水を浴びせかける。崩れた顔で、手にした剣を振り下ろして襲い掛かった。百鬼丸により首を刎ね飛ばされて絶命。その正体は、精気が潜り込んだカビが岩にびっしり貼り付き不動明王の形を成していた妖怪だった。
19番目の魔物。水ごりをする人間は滝に打たれているうち気を失い、その人間の顔が不動に移ってしまう。どろろを逃がした手下の女を元の死霊に戻した。谷に大水を起こして、どろろの行く手を阻み、手に持った紐をマムシの群に変え襲わせたが、マムシの群は百鬼丸に斬り殺された。倒すと百鬼丸に右耳が戻った。
白面不動の手下
声 - 瀬能礼子（1969年）、藤村歩（2019年）
テレビアニメ（2019年）版では、「おかか」として登場。
白面不動によってかりそめの命を与えられた女の死人。
代償として、白面不動の言いつけで人間を谷に連れてきて滝ごりをさせていた。相手が心に思い描いている人間の顔に成りすます力を持つ。
百鬼丸に一方的に別れを告げられ泣いてたどろろの前に彼の母親の顔を装って近づき、滝のそばにある行者たちの水ごりの館にどろろを誘い出す。嫌がるどろろを水ごりさせて白面不動の生贄に捧げようとするが、自分を「おっかちゃん」と呼んで彼女を母と慕うどろろとの触れあいを通じてどろろに情を抱き、命令に背いて共に逃げ出す。
白面不動のために、のっぺらぼうと化した行者の死体を滝壺に落とすが、命令に背いたことを怒る白面不動から滝の水を浴びせかけられ、命を奪われ元の顔に戻り崩れ去った。
ミドロ号
声 - 石黒史剛（2019年）
木曽路が飼っていた、幾多の戦乱をくぐり抜けてきた牝の名馬。
主人から大切な子馬を引き離され脱走。瀕死になったミドロ号は妖馬の精神体に、憎い人間に復讐するための力を貸すと怨みの心を付け入られて憑依され、燃え盛る炎のような毛並みを持った妖怪の馬になった。妖怪になっても母親としての愛情が残っている模様で、自分の子馬を見るやいなや動転して逃げ出したりもしている。
小間使いの陰口を聞き逆上した木曽路から酷い扱いを受け子馬とも引き離され、戦場で木曽路を踏み殺す。矢傷を受け死にかけていたところに妖馬の憑依を受け入れて妖怪になる。賽の目の三郎太を妖気で操り蹄鉄を作らせ、恨みのままに人々を踏み殺して暴れていたが、百鬼丸により全ての脚を切断され、焼水をかけられて本来のミドロ号諸共消滅した。百鬼丸は48体の魔物の1匹だろうと踏んでいた。
PS2版の設定では、元は景光の愛馬。
ミドロ号の子馬
性別は不明だが親離れはしていない。
母馬に再会した際は喜んで近寄るが、既に妖怪と化したミドロ号からは拒絶されてしまう。木曽路から「（子馬が）目障りだからどこか百姓家へ払い下げろ」と命じられた2人の家来を騙して、どろろが奪い取る。
マイマイオンバ
声 - 北浜晴子（1969年）、浅野るり（2004年）、濱口綾乃（2019年）
演 - 土屋アンナ（2007年）
蛾の妖怪で、産卵のため鯖目の妻となって人間の姿で暮らしていた。
普段は人間の女性を装っており、マイマイオンバの一族と一緒になった男は徐々に命を吸い取られ、だんだん魂は死んでいき鯖目のように死んだ魚のような目になる。蛾の妖怪になると、毒の鱗粉をまき散らしながら飛ぶ。最後は歌舞伎の鬼の演者の様な出で立ちの姿となって復活し百鬼丸に挑むも、闇の中では火に集まるという蛾の特性を突かれ絶命。
赤ん坊の連れ子があり、その子もネバ糸を出す芋虫の妖怪で、屋敷内で百鬼丸を襲わせたが百鬼丸から返り討ちにされそうになりマイマイオンバが助け出した。屋敷にいる召し使いの女性たちもマイマイオンバの一族で蛾の妖怪。目的は村の若い男と夫婦になり、もっともっと一族を増やすこと。マイマイオンバ自ら「遠い世界からやってきた」と語っており、後に裏山で見つかったUFOのような巣の形状から、宇宙から来た可能性を匂わせている。子供が何度も脱皮する秘密を付近の寺に住む慈照尼（じしょうに）が知った為に口封じのため寺に油を撒き火を点けて養われていた孤児ごと皆殺しにする。土蔵に忍び込み我が子の抜け殻の山を見つけたどろろを召し使いの女たちと共に殺そうとするも抵抗され、逆にどろろから土蔵に置いてあった油壷に火を点けられ、焼き殺されかける。その後、鯖目に毒薬を渡して百鬼丸を毒殺するよう仕向け、自らは一族と共に尼僧に扮してどろろを再度殺そうと目論むも、その際に居合わせた寺の孤児の霊達に阻まれた上、逆に村人達の攻撃にも逢って村の近くの底無し沼に追い詰められ、一族揃って沼の中に沈む。我が子も殺され、裏山にあった卵も百鬼丸に見つかり処分された。火に集まる特性でおびきだされ歌舞伎の鬼の演者の様な姿となって現れ百鬼丸に挑むも、どろろがかざした松明の灯りに引き付けられた所を斬り刻まれた上に松明で焼き払われて絶命。倒すと百鬼丸に右脚が戻った。
『週刊少年サンデー』連載時には、自らを「昔、伊吹山中に千年の齢を重ねたる毒虫の精にして世の人に仇なす者」と説明しており、マイマイオンバの子供も脱皮するごとに姿が変わる能力を持ち、それを使ってどろろに化け百鬼丸を襲うが返り討ちにあい、毛むくじゃらの芋虫のごとき本来の姿となった死体を鯖目に晒す羽目になった。
小僧妖怪
声 - 大谷育江（2019年）
頭を丸めた姿をした尼・慈照尼の幽霊に連れられた図体の大きな子供の妖怪。
「子供はいらぬか。子供を買うてくだされ」と口にする。胎児にも似た姿をしており、赤ん坊のように甘えてくる。
突如消えた慈照尼の幽霊から、百鬼丸が押し付けられた。その正体はマイマイオンバに焼き殺された寺の孤児たちの霊の集合体で、優しくしてくれたどろろをピンチから救い、マイマイオンバにしがみついて動きを封じた。
二郎丸（じろうまる）
しらぬいが飼っている人喰い鮫の妖怪。まだ小さな鮫だった頃から、三郎丸と共に飼われる。
体の中に魔物が巣くい妖怪特有の三白眼を持っている。普段は海の底に魚の姿になって隠れているが、人間が海に出ると襲って喰ってしまう物の怪が昔から取り憑いていると言われる「白骨岬」に登場。
しらぬいから、落ち武者の遺体を与えられたことをきっかけに人間の味を覚え、次々に人間を喰う。幼魚の頃は小鳥を与えられていたが、大きくなるにつれ、殺した犬や、こっそり殺した隣の家の馬では不足するようになっていった。
三郎丸と共にイタチの部下たちを喰い殺し、三郎丸の死に激怒したしらぬいと共に、敵討ちでどろろ達を襲うも、百鬼丸に腹ビレと右目を潰されて逃走する。その後、宝の島に向かった野盗達を襲い殺するが、目に刺さった刀を引き抜こうと奮闘するどろろに陸上へ引きずり上げられてしまう。陸上へ上がっても、食べたものを腹の中で発酵させて出す妖気を含んだ強いアルコールガスを吹き付け百鬼丸を泥酔状態にして苦しめるが、どろろのアドバイスにより弱点を突かれ、横倒しにされて腹を切り裂かれ絶命。倒すと百鬼丸に声帯が戻った。
三郎丸（さぶろうまる）
しらぬいが二郎丸と一緒に飼っていた人喰い鮫。二郎丸と一緒にイタチの部下たちが乗った船を転覆させて喰い殺す。
姿形は二郎丸にそっくりで、性格も獰猛。妖怪なのかはっきりとするシーンがなく、誰かから妖怪だと指摘されるような場面はない。
囮になったどろろを追い掛け水上に出た隙を突かれ、イタチ一派によってありったけの刀を腹に突き刺されて絶命。三郎丸の死亡直後には、百鬼丸の身体が戻ったような様子が描かれていない。
どんぶりがめ
声 - たてかべ和也（1969年）
本作品（原作漫画）での正式名称は不明。テレビアニメ（1969年）版では、「どんぶりばら」として登場。
その本体は、象ほどの巨体で牙が生えた妖怪ガメで、沼の底に潜む。
沼のものを腹いっぱい食べて動けないほど体が大きくなりすぎたがために、奇妙な姿をした僧侶のような形の精気を外に泳がせて村のどんぶり長者の臍から体内に侵入し、養分を吸収していた。精気は長者に無理やり飯を食わすことができる鐘を鳴らす。
精気は実体でないため刀も焼水も効かない。飛び去る精気を追って本体にたどり着いた百鬼丸を始末するために、甲羅から剛毛を生やし百鬼丸を絞め沈もうとするも、どろろと村人達により沼から引きずり出される。その後、百鬼丸により体内に焼水を流し込まれ、内臓を焼き尽くされて絶命した。倒すと百鬼丸に右目が戻った。
テレビアニメ（1969年）版では、オープニング映像にも登場する。
四化入道（しけにゅうどう）
声 - 北村弘一（1969年）、 新垣樽助（2004年）
あくまで人間が後天的に妖怪化した存在であり魔神ではないとも受け取れる。
十年ほど前は村人だけでなく鼠からイタチにまで慕われる慈悲深い人格者として知られた山寺の住職だったが、寺を壊して三方が見渡せるこの場所に砦を造ろうとする景光の計画に「三か村」が戦場になることを危惧して反対し、生き埋めにされて死亡。しかしそれでも山を守らんと、地下でモグラと蛙とカワウソと野鼠の精気と交じり合い妖怪となって蘇り、心まで妖怪に成り果ててしまった。
モグラ、蛙、カワウソ、野鼠の大群を手足のように操り、寺を壊そうとする侍たちに飛び掛からせたり、どろろを連れ去ったりした。妖怪になっても、空き寺となり荒れ果てた元の寺に棲み付いていた。生臭い息を吐き怯んだところを狙ったり、モグラのように土中を進んで襲い掛かったが、最期は住処の穴の中に煙を送り込まれ、いぶり出されて地上に出てきたところを百鬼丸から眉間に刀を突き立てられて絶命。死後は4種類の動物の骨になった。
外見は鉄鼠に似ており、泳いだり地に潜ったりと4種類の動物の特徴を備えている。手塚の長男である手塚眞によると、この妖怪は自作の妖怪図鑑「ババー百鬼」に出てくる、モグラをモチーフに眞が6歳の頃に考えた「死毛」という一匹を、鳥山石燕の画図百鬼夜行に描かれている鉄鼠のイメージも参考にしつつ治虫がアレンジして作ったものだという。
鵺
胴体は虎、頭部が猿、尻尾は頭のある蛇の巨大な妖怪。口から火を吹き、尻尾の大蛇が絡みつき襲い掛かる。
最終話に登場。百鬼丸が母にあと30匹分取られた部分が足りないと語り、未討伐の妖怪が束となった集合体の妖怪。
屋敷の影から百鬼丸たちの様子を窺っていたが百鬼丸から額に刀を投げつけられ現れ、腕の刀で斬られ焼水をかけられ倒された。倒されたときに何体もの妖怪が分離して飛んで行ったが、百鬼丸は集まった中の少なくとも5、6匹は倒したと言っている。
テレビアニメ（1969年）版では、オープニング映像にも登場する。
三河島婆（みかわしまばばあ） / 大川村婆（おおかわむらばばあ）
声 - 財部宏子（1969年）
背中に車輪を背負い杖を突いている老婆の亡霊。
最終話で、強制労働から集団脱走を図った村人たちへの報復として、景光に焼き払われた大川村で、病の床に伏せていたため逃げることもできずに亡くなった老婆の亡霊。
霊となったことで景光の素性がわかるようになったのか、景光が四十八の魔物に取りつかれた呪われた定めの人間である旨を恨み言として百鬼丸に語り、そのままいずこへと去って行った。
『手塚治虫マンガ大全』・『手塚治虫トレジャーボックス』、『週刊少年サンデー』（1968年2・3号、「特別大画報どろろ百鬼」）にも描かれている。

## 未登場の妖怪
本作品（原作漫画）および関連作品・商品に登場する妖怪の中には、作者・手塚治虫や手塚プロダクションのスタッフが描いたイラストとして、作中には未登場の妖怪が登場することもある。
『手塚治虫マンガ大全』・『手塚治虫トレジャーボックス』、『週刊少年サンデー』（1968年2 / 3号、「特別大画報どろろ妖怪屋敷」、画：手塚治虫）などでは、寿海と幼少の百鬼丸を取り囲む22体の妖怪「長壁（おさかべ）」「ふぐなめ」「獅子小僧」「おとろし」「がごぜ」「塗仏」「ひんそう」「天井くだり」「なめ婆（なめばば）」「そでびき」「青行燈」「ケラケラ女」「ヘラたたき」「骨女」「おおかぶろ」「手の目」「のっぺらぼう」「見越し」「きつつき」「ひょうすべ」「青ぼうず」「ぬらりひょん」が紹介されているが、これら妖怪は江戸期の『画図百鬼夜行』（画：鳥山石燕）に描かれている妖怪である。このほか、治虫自身の画による妖怪には、『手塚治虫文庫全集 どろろ2巻』の表紙などで4体、『手塚治虫マンガ大全』・『手塚治虫トレジャーボックス』、『週刊少年サンデー』（1968年2 / 3号、「特別大画報どろろ百鬼」）には13体が描かれた。また、DVD-BOXの封入解説書、『冒険王』（1969年9月号、「どろろと百鬼」）では、手塚プロダクション所属当時の井上智によるカラーイラストとして21体が描かれている。
上記のイラストとして掲載された妖怪は、以下の通り。
ごりん童子
4つの輪が絡まった大きな輪を握って宙に浮かび背後に2つの炎が燃え盛る、頭頂部に髪が無い、ふんどしを締めた人型の妖怪。『手塚治虫文庫全集 どろろ』2巻の表紙などに使われている治虫が描いたイラストでも百鬼丸の右下に描かれている。
水かけ女
右手には先端が曲がった杖を持ち、着物を着た女の姿をした妖怪で、左手に持った大きな柄杓で水をかける。
伊勢の大腕
尖った爪が生えた、突風のごとく現れる巨大な右腕の妖怪。
まっしろ怪獣
全身が黒々とした毛に覆われ、丸々とし胴体の中心に人間のような鼻と赤々とした目がある、猿のような8本の腕が生えた妖怪。
山がくれ妖怪
大きな角材を両腕と片足で抱え込み、上半身の衣服がはだけている、山男のような大きな妖怪。
バンモン
四角い大きな岩に、うっすらと目のような模様がある妖怪。
水牛怪獣
水牛の体に、頭頂部の無い髪と口髭をたくわえた鬼のような頭部をした妖怪。
半魚人妖怪
手のひらに魚の水かきがある人間のような腕が生えている魚の妖怪。
火ごたつ妖怪
上部に目があり、背面に葉っぱのような形状のものが2本生え、前方の空洞から炎を吐き出す、オーブントースターのような形をした炬燵の妖怪。
きちきち女
和服の袖で顔を隠し、木陰で身を屈めている女2人の姿をした妖怪。
からかさ小僧
花柄の着物を纏い片手で白い杖をつき、きのこの傘のような頭部から市女笠の周囲に垂れ下がっている「虫の垂れ衣」を垂らした妖怪。この手塚治虫版からかさ小僧は、他のからかさ小僧とは異なった容姿になっている。
ビックリ妖怪
目が笑みを浮かべた人間のような形状をしている、アリクイのような姿の妖怪。
かんこ鳥妖怪
口から火を吐き、後頭部に髪が生え、首の下に長い毛を生やし、人間のような目と眉毛を持つ鳥の妖怪。
名称不明
蛇のような長い胴体に、毛が無く目の部分が深い闇のように暗い人間のような頭部がある妖怪。『手塚治虫文庫全集 どろろ』2巻の表紙などに使われている治虫が描いたイラストで、百鬼丸の右上に描かれている。
名称不明
頭髪がある龍のような妖怪。『手塚治虫文庫全集 どろろ』2巻の表紙などに使われている治虫が描いたイラストで、百鬼丸の左下に描かれている。
ヘラヘラさん
黄色い肌で不気味な笑顔の、大きな顔だけの妖怪。
ヌラリ
ウツボに似た、地を這う全身が真っ黒な妖怪。
シイラ怪魚
白い肌に吊り上がった目、鋭い歯が特徴の魚に、手の平に水かきがある人間のような腕がある妖怪。
三目ムカデ
側頭部にのみ生えた真っ赤な髪、4本の太い牙、血走った両目の中央に血走った第3の目、ムカデのような胴体に三本指の両腕がある妖怪。
ナメハゲちょうちん
目と口の付いた高張り提灯が竿の上にあり、さらにその上に落ち武者のような髪型で顔に血の付いたさらし首がある妖怪。
金火箸
首から上は河童のようなで、胴体は蛇のような妖怪。
カガ
頭部には毛が無く、耳は大量の赤い毛で覆われており、細いタレ目、赤みがかった肌の妖怪。

## 作品評価

### 連載時と単行本化
時代劇で妖怪物という、かなり特殊なジャンルとして発表されたが、作者・手塚治虫が雑誌で語った通り、本作品は物語の暗さから、当時の読者に受け入れられにくく不人気であった。一方で、奪われた身体を取り戻すために妖怪と戦いながら冒険するという設定、義手・義足の中に刀や爆薬などの武器を仕込んだ主人公といったアイディアが一部に受け、カルト的なファンを生みもした。
単行本化に際しては、『週刊少年サンデー』連載分をもとに『冒険王』連載分もまとめられ、最終頁にある地獄堂が戦火で焼失した場面など、加筆・細部の変更・修正・削除といった改変によって発刊されたが、見開きや扉絵は未収録だった。単行本は、連載された話の順番を入れ替えた秋田書店サンデーコミックス版と、後に連載順の内容で編集され細かな修正がなされた講談社手塚治虫漫画全集版の2種類が存在しており、全集の発売後に出版された文庫サイズの漫画は秋田書店、講談社どちらも全集版と同じになっている。また、『冒険王』の弟誌である『まんが王』には、手塚プロ制作のセル画漫画によるどろろも1969年（昭和44年）4月号から10月号まで連載された。
単行本化するにあたって、内容の書き直しが行われており、どろろを殺せば百鬼丸が元の身体に戻れるという『冒険王』連載当時の設定も、単行本ではなくなっている。2013年（令和5年）3月に国書刊行会から刊行された『手塚治虫トレジャー・ボックス どろろ』には、『週刊少年サンデー』版、『冒険王』版と5月号付録版、カラーの扉絵やイラスト、『週刊少年サンデー』1968年2・3号の企画「特別大画報どろろ百鬼」、「特別大画報どろろ妖怪屋敷」のほか、治虫を始め当時『週刊少年サンデー』に漫画を連載中だった漫画家8名が「紅組」と「白組」に分かれ、紅組は『どろろ』、白組は『もーれつア太郎』の1頁分パロディを発表する企画で、紅組は『もーれつア太郎』の赤塚不二夫を始め、藤子不二雄、つのだじろう、板井れんたろう、白組は本作の治虫を始め、川崎のぼる、園田光慶、九里一平で構成された「紅白ものまねまんが合戦」が、雑誌掲載当時の内容で収録された。ただし、『別冊少年サンデー』4月号、6月号、8月号に掲載された4色や2色のカラーページは収録されていない。

### 連載終了後の受容・著名人への影響
小説家の大沢在昌も「手塚作品の中で最も好きな作品」と語っており、漫画家の小林よしのりも「ドロドロと情念が渦巻いていた感じが良かった」と述べている。『魍魎戦記MADARA』の主人公・摩陀羅の生い立ちや設定も、百鬼丸をモチーフにしている。

## リメイク

### どろろ梵
『どろろ梵（どろろぼん）』は、『ヤングチャンピオン』で2007年から2009年に連載していた日本の漫画。『どろろ』（原作：手塚治虫）を原作として、道家大輔が発表した。

原作漫画における最終回での百鬼丸とどろろの離別から5年後、妖怪となったどろろに遭遇して死亡した百鬼丸が、現代日本に転生して妖怪退治を再開する。

### どろろと百鬼丸伝
『どろろと百鬼丸伝（どろろとひゃっきまるでん）』は、『チャンピオンRED』で2018年12月号から連載される日本の漫画。『どろろ』（原作：手塚治虫）を原作として、士貴智志が発表した。
連載開始前には、2018年10月号にて連載開始の告知と15頁におよぶ予告編が掲載され、単行本の第1巻は2019年4月19日に発売された。

### どろろ Re:Verse
『どろろ Re:Verse（どろろ リバース）』は、「ピッコマ」（日本配信）で2022年12月から連載される大韓民国のフルカラー縦スクロール漫画。日韓同時配信（韓国では「kakaopage」）である。現代を舞台としたリブート作品。

## アニメ
先述「#概要」・「#沿革」の通り、本作品はテレビアニメ化を2度果たしている。1作目の1969年版は、前年にパイロット版も制作された虫プロダクションによる白黒のテレビアニメであり、2作目の2019年版は、MAPPA・手塚プロダクションが制作したフルカラーのテレビアニメである。

## 小説

### 朝日ソノラマ版
1969年（昭和44年）10月3日に朝日ソノラマから児童向け小説がハードカバーで出版された。作者はアニメ版の脚本も手掛けた辻真先で、挿絵は北野英明が担当している。ジャンルは「戦乱妖怪ヤング」。1978年（昭和53年）9月には表紙の絵が異なる文庫本で発売された。長らく絶版になっていたが、2007年（平成19年）の映画公開に際し、同社からハードカバーの四六判として復刻された。原作の「無情岬の巻」までをノベライズしているが、肉体を取り戻す順序は大きく異なり、最終的に百鬼丸は両腕を奪還している。細かい差異を挙げていくと「ばんもんの巻」にて多宝丸が死なない、みおが「妖刀の巻」の登場人物になっている、妖刀の名称が「蛭川」になっている、しらぬいが登場しない、オリジナルの「やろか水」「山爺」という魔神が登場する、など。また地の文にて、どろろが男性であると断言されている。執筆は原作漫画やアニメの結末を知らされない状態で開始され、アニメの打ち切りに合わせて脱稿も前倒しされた。どろろの性別が原作と異なるのもそのためである。

### 学研M文庫版
2001年（平成13年）には、学研M文庫で伝記Mシリーズとして新たなノベライズ版が発売された。作者は、かつて虫プロダクション文芸部に在籍していた鳥海尽三、表紙の切り絵は渡辺文昭。7月13日に1巻「百鬼丸誕生」、9月14日に2巻「妖刀乱舞」、11月16日に3巻「崩壊大魔城」が発売された。寿海が京都・鞍馬に住まう明国帰りの医術師、寿海が薬草を採集中に物の怪に襲われたとき、川を流れる赤子の百鬼丸を拾い、磐座大明神の加護で難を逃れる、寿海が恩師「瑶陀」が教えた念動力で百鬼丸に医術を施す、百鬼丸の幼名が鬼若、百鬼丸が修行で念導力を習得、百鬼丸に出生の秘密を告げるのは夢に現れた魔像、琵琶法師の名が「法一」、百鬼丸が琵琶法師から北辰秘鷹剣の技を習うなど、原作の設定を大まかに踏まえつつも原作などとは異なる内容になっている。

### その他
2007年に公開された実写映画化に先立ち、2006年には、映画版の小説化も刊行されている。

## ゲーム

### PCゲーム
『どろろ -地獄絵巻の章-』と題し、1989年（平成元年）1月10日にクエイザーソフトから発売されたアドベンチャーゲーム。PC-8801mkIISR以降の機種に対応。
原作漫画の続編かつ完結編になっており、原作者・手塚治虫の絵柄に極力似せて作られている。『ふしぎなメルモ』のキャンディが登場し、それを食べたどろろが年頃の女性になる。

### コンシューマゲーム
『どろろ』は、2004年（平成16年）9月9日にPlayStation 2用ソフトとして発売された日本のPS2対応ソフト。制作はセガ。企画・シナリオ・設定はレッド・エンタテインメント、キャラクターデザインは「無限の住人」などを手掛けた漫画家の沙村広明、魔神・妖怪のデザインはアニメーターの前田真宏、タイトル題字・美術設定はデザイナーの雨宮慶太が担当。
内容は原作漫画をなぞりつつ、百鬼丸の身体を奪った存在については、48体の「魔神」として設定され、オリジナルの魔神も含めて全ての魔神と戦闘可能である。ただし、原作漫画とは名前や設定の異なる魔神も多く、鮫の魔物・二郎丸やテレビアニメ（1969年）版オリジナルの魔物は登場しない。48体の魔神には、姿形がほとんど同じで色違いなだけの魔神が何体もいる。多宝丸や景光らの人生も原作などとは異なる。また、どろろが『冒険王』連載時に近い設定となっているほか、どろろに潜み一体化している魔神が最後の魔神となっており、ゲームオリジナルの結末を迎える。年齢制限にかかる重い設定は極力排除し、現代的にリメイクしている。特に百鬼丸の身体のギミックは大幅に変更され、マシンガンや大砲が義手・義足に仕込まれ、原作にあった足の「焼水」や鼻の爆弾「雷玉」などは無くなっている。
48箇所の部位を取り戻すという原作の設定を上手くゲームデザインに取り込んでおり、目が戻って視界が白黒からカラーになる、触感が戻ってコントローラが震えるようになる、腕が戻って二刀流になる、足が戻ってダッシュが可能になるなど、魔神を倒すたびに百鬼丸に様々な変化が起こる。取り戻した部位については、その間の百鬼丸の代替方法とともに解説が入る。
予約特典には、『冒険王』版から抜粋した全56頁のB6版漫画小冊子が付属。メーカー直販のセガダイレクトの予約特典には、金小僧のストラップ、魔神、どろろ、百鬼丸などのイラストが印刷されたどろろトランプを同梱。

## 舞台

### 浄瑠璃版
『新浄瑠璃 百鬼丸～手塚治虫「どろろ」より～（しんじょうるり ひゃっきまる　てづかおさむ どろろ より）』は、劇団扉座主催、横内謙介作・演出の浄瑠璃。2004年（平成16年）と2009年（平成21年）に上演され、2019年（令和元年）にも上演された。
同作の場合、物語展開としては、どろろが「盗っ人の男」として登場し、川に流された赤子の百鬼丸を拾うことに特徴がある。

#### 上演日程（劇団扉座）
- 2004年（平成16年）6月16日 - 6月23日 / 場所 - 紀伊國屋ホール
- 2009年（平成21年）7月4日 - 7月5日 / 場所 - 厚木市文化会館
- 2009年（平成21年）7月8日 - 7月12日 / 場所 - 紀伊國屋サザンシアター
- 2019年（令和元年）5月11日 - 5月19日 / 場所 - 座・高円寺1
- 2019年（令和元年）6月14日 / 場所 - 千葉美浜市民文化ホール
- 2019年（令和元年）6月16日 / 場所 - 厚木市文化会館

#### キャスト（劇団扉座）
2004年版
- どろろ - 山中たかシ
- 百鬼丸の声 - 高橋麻理
- 百鬼丸の影 - 佐藤累央
- 岡森諦
- 杉山良一
- 有馬自由
- 犬飼淳治
- 鈴木利典
- 岩本達郎
- 上原健太
- 中原三千代
- 仲尾あづさ
- 鈴木里沙
- 平栗あつみ（円企画） ほか

2009年版
- どろろ - 山中崇史
- 百鬼丸の声 - 高橋麻理
- 百鬼丸の影＝百鬼丸 - 累央
- 醍醐景光 - 有馬自由
- 阿佐比 - 平栗あつみ(円企画)
- 多宝丸 - 岩本達郎
- 美濃 - 中原三千代
- 白眼童子（梅観） - 岡森諦
- 五行上人 - 杉山良一
- 上人の使い/村長 - 鈴木利典
- 瀬川梶ノ助 - 犬飼淳治
- 橘姫 - 川西佑佳
- 榎本六郎太 - 高木トモユキ
- 真咲道山 - 安達雄二
- 女主人 - 江原由夏
- みお - 小島喜生
- 双面/ひげの大将 - 上原健太
- 逆手鬼 ほか - 栗原奈美
- 伝令/逆手鬼 ほか - 上土井敦
- 伝令 ほか - 新原武
- 兵士 ほか - 串間保彦
- 兵士 ほか - 藤本貴行
- 野狐 ほか - 鈴木崇乃

2019年版
- どろろ - 山中崇史
- 百鬼丸の声 - 吉田美佳子
- 百鬼丸の影＝百鬼丸 - 三浦修平
- 醍醐景光 - 高木トモユキ
- 阿佐比 - 伴美奈子
- 美濃 - 中原三千代
- 多宝丸 - 新原武
- 白眼童子 - 岡森諦
- 五行上人 - 鈴木利典
- 上人の使い - 野田翔太
- 瀬川梶之助 - 犬飼淳治
- 橘姫 - 砂田桃子
- 榎本六郎太 - 松原海児
- 真咲道山 - 早川佳祐
- 女主人 - 藤田直美
- みお - 北村由海
- 双面 - 上原健太
- 逆手鬼 - 白金翔太・小笠原彩
- 村長 - 鈴木里沙
- 北の兵士 - 紺崎真紀
- 南の兵士 - 山川大貴
- 伝令 - 小川蓮
- 浄瑠璃コロス - 佐々木このみ 　ほか

### 舞台版
『舞台 「どろろ」』は、2019年（平成31年）放送開始のテレビアニメと共に制作が発表された。主演の百鬼丸役はテレビアニメ版同様鈴木拡樹が務め、脚本・演出を西田大輔が、脚本監修を小林靖子が手がける。

#### 上演日程（西田大輔版）
- 2019年（平成31年）3月2日 - 3月3日 / 場所 - 梅田芸術劇場 シアター・ドラマシティ
- 2019年（平成31年）3月7日 - 3月17日 / 場所 - サンシャイン劇場
- 2019年（平成31年）3月20日 / ももちパレス
- 2019年（平成31年）3月23日 / 三重県文化会館

#### キャスト（西田大輔版）
- 下道純一、櫻井太郎、佐藤康道、今井直人、和田啓汰、佐織 迅、田崎良波、朝間優
- 赤沼秀実、LISA-P、岡本真友、大澤えりな、伊藤あいみ、佐藤侑愛

## 映画
先述「#概要」・「#沿革」の通り、本作品は実写映画化されている。

## コラボ・タイアップ
- 企画「紅白ものまねまんが合戦」 - 『週刊少年サンデー』1968年（昭和43年）2・3号掲載
  - 漫画家4名（藤子不二雄・つのだじろう・板井れんたろう・赤塚不二夫）による漫画『どろろ』と、治虫からの各作品に対するコメントが掲載された。『手塚治虫トレジャーボックス』にも掲載されている。
- 漫画『ブラック・ジャックALIVE』2巻 - 2005年12月9日、秋田書店
  - 『ブラック・ジャック』のアンソロジーコミック。
  - 「嵐の夜に」（漫画：永井豪）では、武器をもっと強力なものにして欲しいと百鬼丸がブラック・ジャックに依頼した。左脚に仕込まれた火炎放射器で万代、右足に仕込まれたミサイルで九尾の狐、右腕に仕込まれたガトリング砲でなぜか金小僧を倒し、どろろと共に立ち去る。
- 漫画『どろろとえん魔くん』 - 漫画：永井豪『週刊漫画ゴラク』（2012年11月16日号にて初収録）[26]
  - 永井豪・ダイナミックプロの漫画『ドロロンえん魔くん』とのコラボ作品。2012年の読み切り掲載ののち、翌2013年2月22日号から2014年3月7日号に連載された。
  - 成長したどろろが主人公になっており、妖怪退治をしていれば百鬼丸と再会できるかも知れないと、偶然出会ったえん魔くんの力を借りて旅をするという内容で、最終話では異形の存在になった百鬼丸も登場する。

## パロディ・オマージュ
- 漫画『サーチアンドデストロイ』 - 2019年 - 2020年、マイクロマガジン社刊、漫画：カネコアツシ[27]
  - 本作品を原案とした近未来SF。手塚治虫生誕90周年記念マンガ書籍『テヅコミ』にて連載。『テヅコミ』ではフロランス・トルタの脚本、フィリップ・カルドナの作画による（翻訳は原正人）読み切り「血の味―妖刀誕生」も掲載された。この他、田畑由秋・大熊ゆうごによる『ヤング ブラック・ジャック』で、『どろろ』をモチーフにした「無残帳編」が描かれている。
- アルバム『釈迦』 - 1988年、筋肉少女帯
  - 歌詞の中に「どろろの脳髄」という一文がある。
- SD戦国伝 武者七人衆編 - 1989年 - 1990年、バンダイ×『コミックボンボン』
  - 本作品の主人公・百鬼丸が、同作の登場キャラクターの名前の由来となった。

## 書誌情報

### 単行本・全集
- 『どろろ』 秋田書店〈サンデーコミックス〉、全4巻
  - 1971年8月 - 1972年5月発売
- 『どろろ』 秋田書店〈秋田漫画文庫〉、全4巻
  - 1976年8月発売
- どろろ ばんもんの巻 新書館〈ペーパームーンコミックス〉[注釈 51]
  - 1980年3月発売
- 手塚治虫漫画全集『どろろ』 講談社、全4巻
  - 1981年3月 - 1981年6月発売
- 手塚治虫傑作選集『どろろ』 秋田書店、全3巻
  - 1990年8月 - 10月発売
- 秋田文庫『どろろ』 秋田書店、全3巻
  - 1994年3月発売
- 手塚治虫文庫全集『どろろ』 講談社、全2巻
  - 2009年11月発売
- 手塚治虫トレジャー・ボックス『どろろ』 国書刊行会
  - 2013年3月発売
- 『どろろ』カラー版 電子書籍、全4巻[注釈 52]
  - 2014年11月発売